# Melania
Melania  è un nome proprio di persona italiano femminile.

## Varianti
- Maschili: Melanio[2][3]

### Varianti in altre lingue
- Ceco: Melánie[4]
- Francese: Mélanie[4][5]
- Georgiano: მელანო (Melano)[4]
- Greco antico: Μελανία (Melanía)[1][2], Μελάνη (Meláne)[1][2], Μελαινα (Melaina)[4]
- Inglese: Melanie[4][5], Melany[4][5], Mellany[5], Mellony[4][5], Melloney[5], Melonie[5], Melony[5]
  - Ipocoristici: Mel[4][5]
- Latino: Melania[1][4][5]
- Lettone: Melanija[4]
- Lituano: Melanija[4]
- Macedone: Меланија (Melanija)[4]
- Olandese: Melanie[4]
- Polacco: Melania[4][5]
- Rumeno: Melania[4][5]
- Serbo: Меланија (Melanija)[4]
- Slovacco: Melánia[4]
- Sloveno: Melanija
- Spagnolo: Melania[4][5]
- Tedesco: Melanie[4]
- Ucraino: Меланія (Melanija)[4]
- Ungherese: Melánia[4]

## Origine e diffusione
Deriva dall'antico personale greco Μελανία (Melanía), tratto dall'aggettivo μέλαινα (mélaina), forma femminile di μέλας (mélas, "nero"), ed è quindi analogo per semantica ai nomi Mauro, Moreno, Blake, Gethin e Cole; similmente ad essi, probabilmente era in origine un soprannome riferito al colorito della pelle o dei capelli. Il nome greco passò in latino nella forma Melania, attestata però soltanto in epoca cristiana avanzata e portata, probabilmente, solo da persone di origine greca od orientale.
Il nome, nella forma Mélanie, era ben diffuso in Francia in epoca medievale, e da lì giunse in Inghilterra, dove però finì col rarificarsi: venne riportato in voga grazie al personaggio di Melania Hamilton del romanzo di Margaret Mitchell del 1936 Via col vento e del suo omonimo adattamento cinematografico del 1939. Anche in Italia, dove il nome era già in parte diffuso per via del culto verso santa Melania la giovane, la vera e propria esplosione di popolarità seguì il film, che ebbe grandissimo successo nel secondo dopoguerra; negli anni settanta se ne contavano circa 3.500 occorrenze, meno frequenti al Sud.

## Onomastico

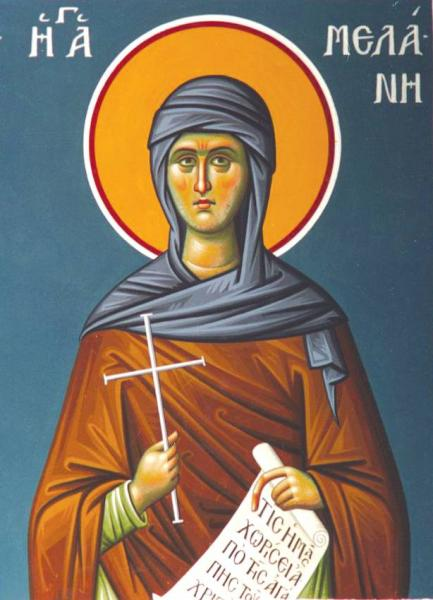
Santa Melania la giovane

L'onomastico si può festeggiare in memoria di diverse sante, alle date seguenti:
- 8 giugno, santa Melania l'anziana, nonna di Melania la giovane, vedova e monaca in Palestina[6]
- 9 luglio, beata Melania Marianna Maddalena de Guilhermier, suora orsolina, una delle martiri di Orange[6]
- 31 dicembre, santa Melania la giovane, matrona romana che donò tutti i suoi averi ai poveri[1][6]

Per la forma maschile si ricordano inoltre:
- 22 aprile, san Melanio, vescovo di Troyes[1]
- 21 giugno, san Melanio, abate in Bretagna[1]
- 22 ottobre, san Mallone o Melanio, vescovo di Rouen[1][7]
- 6 novembre (in precedenza 6 gennaio), san Melanio, vescovo di Rennes[1][7]

## Persone

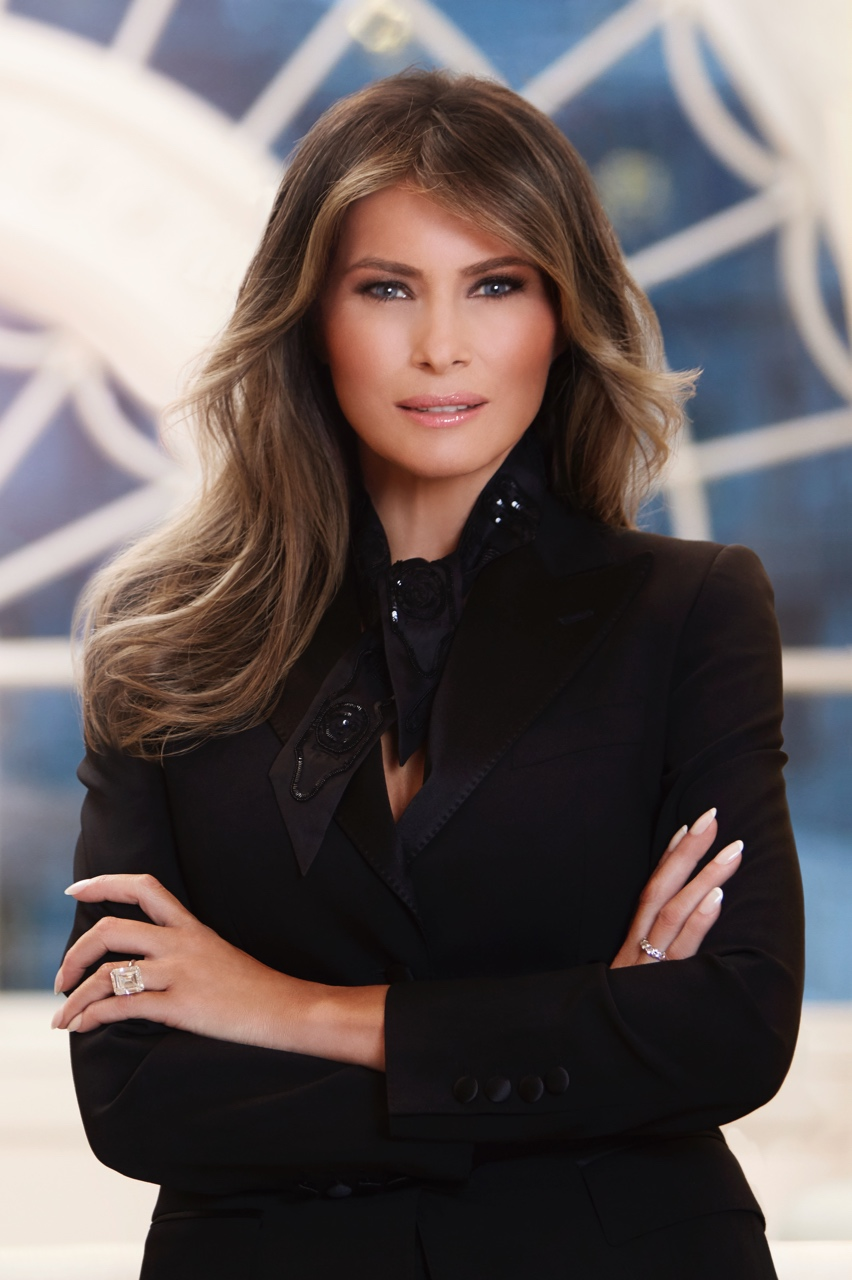
Melania Trump

- Melania Corradini, sciatrice alpina italiana
- Melania De Nichilo Rizzoli, medico, scrittrice e politica italiana
- Melania Gabbiadini, calciatrice italiana
- Melania Grego, pallanuotista italiana
- Melania Maccaferri, attrice italiana
- Melania Mazzucco, scrittrice italiana
- Melania Trump, ex modella slovena naturalizzata statunitense ed ex first lady degli Stati Uniti

### Variante Melanie

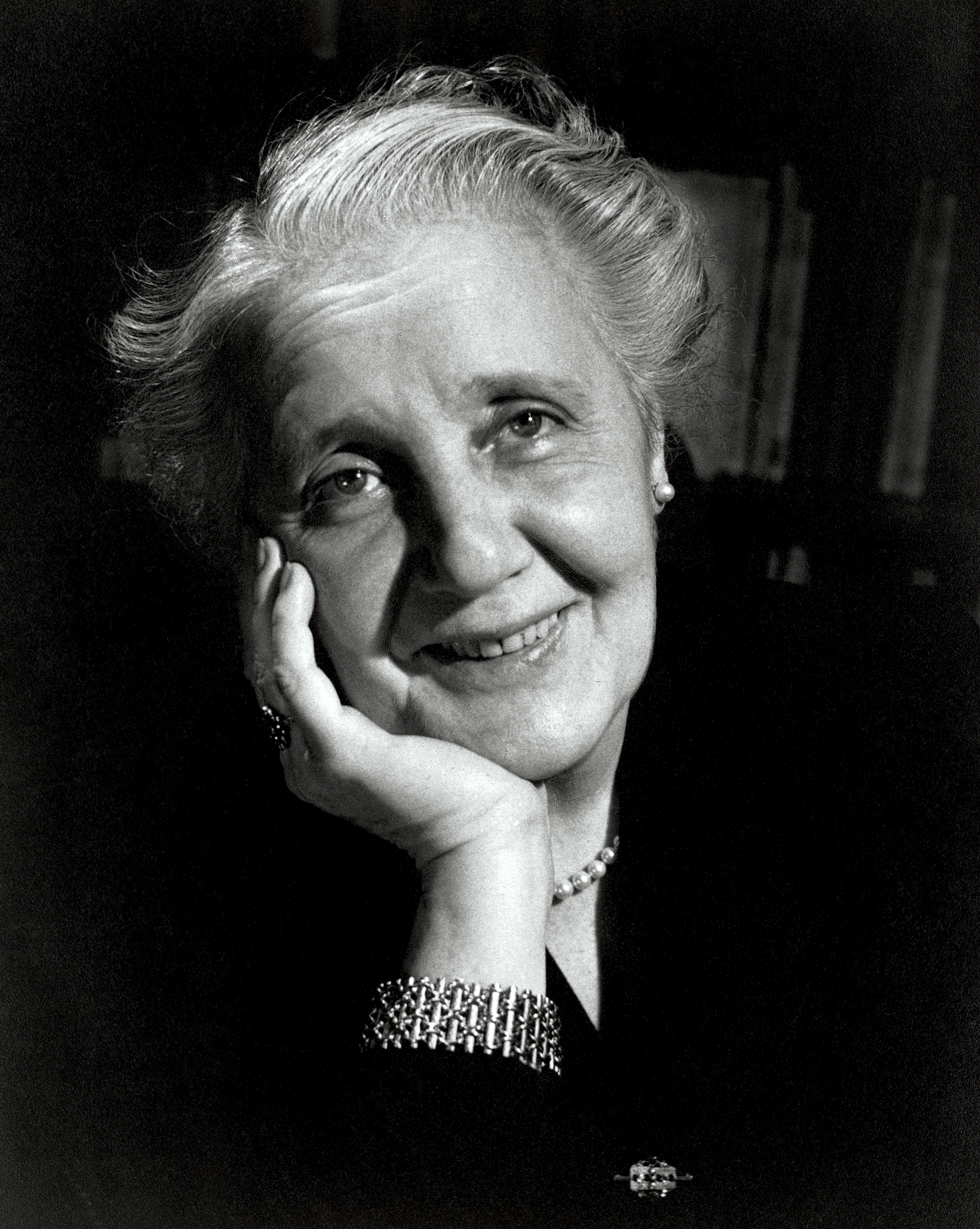
Melanie Klein

- Melanie Brown, cantante e attrice britannica
- Melanie Chisholm, cantautrice britannica
- Melanie Fiona, cantautrice canadese
- Melanie Fronckowiak, cantante e attrice brasiliana
- Melanie Griffith, attrice statunitense
- Melanie Klein, psicoanalista austriaca naturalizzata britannica
- Melanie Lynskey, attrice neozelandese
- Melanie Martinez, cantautrice, attrice e fotografa statunitense
- Melanie Oudin, tennista statunitense
- Melanie Safka, cantautrice e musicista statunitense
- Melanie Winiger, modella e attrice svizzera

### Variante Mélanie
- Mélanie Henique, nuotatrice francese
- Mélanie Laurent, attrice, regista e cantante francese
- Mélanie Suchet, pilota automobilistica e sciatrice alpina francese
- Mélanie Thierry, attrice francese
- Mélanie Turgeon, sciatrice alpina canadese

## Il nome nelle arti
- Melanie Daniels è la protagonista del film del 1963 Gli uccelli, diretto da Alfred Hitchcock.
- Melanie Glaser è un personaggio della serie di romanzi I diari delle streghe, scritta da Lisa J. Smith, e della serie televisiva da essa tratta The Secret Circle.
- Melania Hamilton è un personaggio del romanzo di Margaret Mitchell Via col vento e dell'omonimo film da esso tratto del 1939, diretto da Victor Fleming.
- Melanie Walker è un personaggio della serie animata Batman of the Future.
- Melania è una canzone di Tom Rosenthal.
- Melany Micidial è un personaggio della serie televisiva Mario.
- Melania è una capopalestra introdotta in Pokémon Scudo.